# Heinz Bendig
Heinz Bendig (* 30. Januar 1921 in Bremen; † 21. Dezember 2016) war ein deutscher Hochschullehrer und Funktionär der Sozialistischen Einheitspartei Deutschlands (SED) in der Deutschen Demokratischen Republik (DDR). Er war 1951/52 Abgeordneter des Landtags Mecklenburg-Vorpommern.

## Leben
Bendig, Sohn eines Werftarbeiters, ging 1935 nach der Volksschule in die Lehre als Maurer und arbeitete bis 1941 in diesem Beruf. Von 1941 bis 1943 kämpfte er als Angehöriger der deutschen Wehrmacht im Zweiten Weltkrieg. Nach einer schweren Kriegsverletzung 1943 wurde er als Gefreiter entlassen und nahm an einem Techniklehrgang in Hamburg-Wandsbek teil. Anschließend arbeitete er bis Januar 1945 als Bautechniker in Bremen. Von Januar bis April 1945 weilte er zu einem Klinikaufenthalt in Rostock.
Nach Kriegsende wurde Bendig im Juni 1945 in Stavenhagen als kommissarischer Leiter eines Bau-Sägewerkes eingesetzt. Er trat im selben Monat in die Kommunistische Partei Deutschlands (KPD) ein und wurde nach der Zwangsvereinigung von SPD und KPD 1946 SED-Mitglied. Nach der Demontage des Sägewerkes arbeitete er ab August 1945 als Angestellter in der Stadtverwaltung Stavenhagen und war von Oktober 1945 bis Januar 1946 Leiter des Antifa-Jugendausschusses in Schwerin. Im Januar 1946 wurde er Sekretär für Kultur der Arbeitsgebietsleitung der KPD bzw. SED in Stavenhagen und absolvierte von Oktober bis Dezember 1946 ein Studium an der Landesparteischule in Klein Trebbow. Von Januar bis Juni 1947 war er Leiter der Kreisparteischule in Waren.
Von Juni 1947 bis September 1949 war Bendig politischer Mitarbeiter im SED-Landesverband Mecklenburg und danach bis 1950 stellvertretender Personalleiter der Vereinigung Volkseigener Werften in Schwerin. Nach einem weiteren Lehrgang an der Parteihochschule „Karl Marx“ wurde er im Januar 1951 Sekretär für Kader und im August 1951 Zweiter Sekretär der SED-Landesleitung Mecklenburg. Diese Funktion hatte er bis zur Auflösung der Länder in der DDR im Juli 1952 inne. 1951/52 war Bendig Abgeordneter des Landtags Mecklenburg.
Von August 1952 bis April 1955 war Bendig Zweiter Sekretär der SED-Bezirksleitung Schwerin und gleichzeitig Abgeordneter des Bezirkstages Schwerin. Von 1955 bis 1958 studierte er an der Parteihochschule der KPdSU in Moskau und wurde im Mai 1958 Sekretär der SED-Kreisleitung Ludwigslust im MTS-Bereich Neu-Kaliß. Von Mai 1960 bis Mai 1961 fungierte er als Sekretär für Agitation und Propaganda der SED-Kreisleitung Ludwigslust und von 1961 bis März 1964 als Leiter der Kreislandwirtschaftsschule in Ludwigslust. Anschließend war er bis Juni 1966 Parteisekretär der SED am Pädagogischen Institut in Güstrow. Danach war er bis zum Ruhestand im Januar 1986 als Hochschullehrer an der Pädagogischen Hochschule Güstrow tätig.
Nach der Wende in der DDR war er Mitglied der Partei des Demokratischen Sozialismus (PDS). Bendig starb im Alter von 95 Jahren und wurde auf dem Waldfriedhof Schwerin beigesetzt.